# Ibervillea
Ibervillea, sjevernoamerički rod tikvovki raširen od Arizone i Oklahoma na sjeveru, na jug sve do Gvatemale. Rod je imenovan u čast istraživača Pierre Le Moyne d'Ibervillea.
Pripada mu osam vrsta jednogodišnjih ili višegodišnjih penjačica koje rastu u polupustinjama, travnatim ravnicama, močvarnim šumama i na rubovima obrađenog zemljišta.

## Vrste
1. Ibervillea fusiformis (E.J.Lott) Kearns
2. Ibervillea hypoleuca (Standl.) C.Jeffrey
3. Ibervillea lindheimeri (A.Gray) Greene
4. Ibervillea macdougalii (Rose) Lira, Dávila & Legaspi
5. Ibervillea maxima Lira & Kearns
6. Ibervillea millspaughii (Cogn.) C.Jeffrey
7. Ibervillea sonorae (S.Watson) Greene
8. Ibervillea tenuisecta (A.Gray) Small

## Sinonimi
- Dieterlea E.J.Lott
- Maximowiczia Cogn.
- Tumamoca Rose